# Piccola rapsodia dell'ape
Piccola rapsodia dell'ape è un LP del complesso musicale italiano Le Orme registrato nel 1980. 

## Descrizione
L'album conferma essenzialmente le scelte stilistiche del precedente Florian; riprende quindi l'organico ispirato alla musica classica, ma presenta anche alcune significative differenze:
- nonostante sia confermato l'organico con violino e violoncello, l'uso dell'archetto si riduce, lasciando maggior spazio al pizzicato ottenuto con vari strumenti a corda, conferendo così all'album una più spiccata atmosfera da musica folk;
- a causa del ritardo nella preparazione dell'album rispetto agli impegni contrattuali assunti con la casa discografica, per completare nei tempi la realizzazione viene largamente utilizzato il materiale musicale composto da Germano Serafin, che diventa la forza trainante di questa produzione pur non avendo partecipato alla stesura dei pezzi negli anni precedenti.

Dall'album fu tratto un singolo: il brano omonimo, strumentale.
L'ape, l'animale cui sono dedicati il singolo e l'album, rappresenta l'universo femminile per eccellenza. Si tratta di un mondo ricco di musica, danze e di febbrile attività, ma che non resta privo di lati oscuri: per esempio, lo spirito sociale dell'animale lo porta ad ubbidire a leggi assai precise e rigide, come quelle che dettano i ritmi del lavoro e quelle che relegano il maschio al ruolo riproduttivo.

## Tracce
Testi e musiche di Antonio Pagliuca, Aldo Tagliapietra e Germano Serafin.
1. Il treno – 3:55
2. Raccogli le nuvole – 4:18
3. La mia sposa bianca – 3:48
4. Piccola rapsodia dell'ape – 5:16
5. Charango – 3:03
6. Fiori di luce – 3:30
7. Fragile conchiglia – 6:27
8. Buona notte – 2:47

## Formazione
- Aldo Tagliapietra – voce, violoncello, chitarra
- Tony Pagliuca – pianoforte
- Michi Dei Rossi – vibrafono, percussioni, glockenspiel, marimba
- Germano Serafin - violino, chitarra, bouzouki, charango

## Singoli
- Piccola rapsodia dell'ape/Raccogli le nuvole, Philips